# Ceylon ai Giochi della XVII Olimpiade
Ceylon parteciparono ai Giochi della XVII Olimpiade che si sono svolti a Roma dal 25 agosto all'11 settembre 1960, con una delegazione di 5 atleti impegnati in quattro discipline.
Fu la quarta partecipazione di questo paese ai Giochi olimpici. Non furono conquistate medaglie.